# ロメオサウルス
ロメオサウルス（学名：Romeosaurus）は、モササウルス科に属する絶滅した海生爬虫類の属。約9300 - 8500万年前にあたる後期白亜紀のチューロニアンからサントニアンにかけて生息し、化石はイタリアで発見された。

## 語源
ロメオサウルスの属名は、化石が発見された都市ヴェローナに暮らしていたロミオに由来する。タイプ種の種小名 fumanensis はフマーネに由来し、ロメオサウルス・ソルビニイの種小名 sorbinii はヴェローナ自然史博物館の古生物学者かつ学芸員の Lorenzo Sorbini を称えたものである。

## 記載
ロメオサウルスはヴェネト州の化石産地フマーネとロファ山で発見された複数の化石で知られる。ロメオサウルスは小型から中型のモササウルス科爬虫類であり、クリダステスよりもわずかに大きい全長4メートル以上と推定されている。他の全てのモササウルス科爬虫類と同様に細長い体とヒレ状の四肢を有していた。

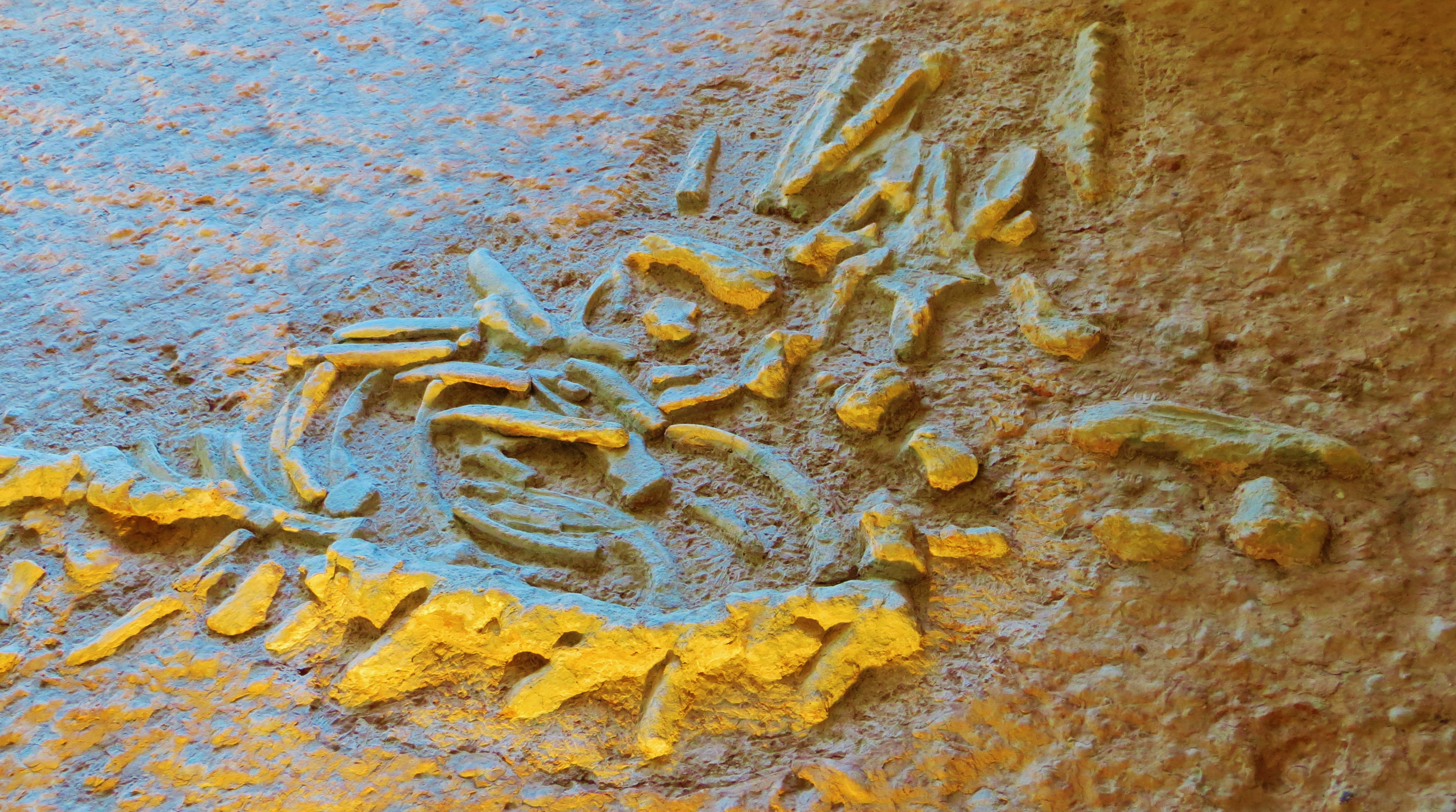
ロメオサウルス・フマネンシスの骨格の一部

頭蓋骨の特徴により、ロメオサウルス属は2つの種に区別できる。タイプ種のロメオサウルス・フマネンシスは4つの不完全な標本で知られているが、その復元には十分な情報られている。ロメオサウルスの顎は比較的薄く、上下それぞれに大きく湾曲した歯が15本並んでいる。歯の断面は円形ではなく、前後に弱く発達した構造がある。歯冠は滑らかであり、エナメル質の存在は示されなかった。
ロメオサウルス・ソルビニイは1つの標本のみが知られており、前頭骨の形状が異なる、顎の歯の本数が13本と少ない、エナメル質が存在するといった差異がある。

## 分類
レッシーニ山脈のロファ山とフマーネの間の複数の産地で発見された化石に基づき、2013年にロメオサウルスは記載された。(Palci et al., 2013) による系統解析では北アメリカのラッセロサウルスに最も近縁とされ、コロンビアのヤグアラサウルスとともに原始的なモササウルス科の亜科であるヤグアラサウルス亜科を構成する。ヤグアラサウルス亜科はテティサウルスとパンノニアサウルスからなるテティサウルス亜科に類似する。この2つの亜科を含む系統群は、ティロサウルス亜科とプリオプラテカルプス亜科に代表される別の系統群に近い。

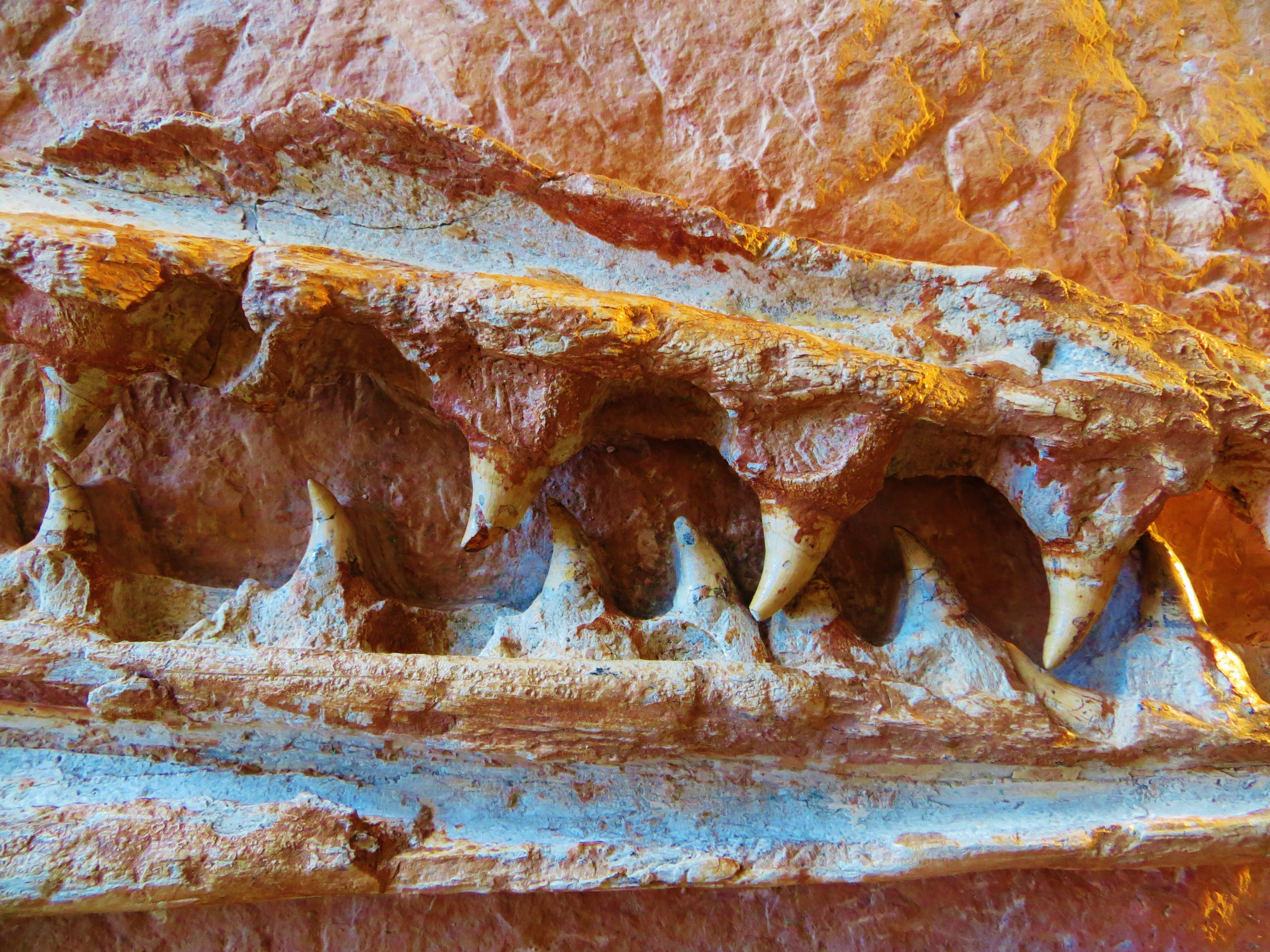
ロメオサウルス・フマネンシスの歯

ロメオサウルスの歯の前方には吻が突出し、テティサウルス亜科やルッセロサウルスから識別する特徴となっている。
Palci らの研究では、ロメオサウルスは脚のヒレ状の進化が進んでいることが示された。当時のテティサウルス亜科やヤグアラサウルス亜科が四肢が陸上歩行に適した立体構造を持ち（プレシオペダル）かつ仙骨を残している一方、モササウルス亜科のダラサウルスもプレシオペダルのモササウルス科だったため、四肢の形状と仙骨の癒合はそれぞれの系統で独立して進行したことが示唆されている。

## 古生態学
ロメオサウルスはScaglia Rossa Veneta の層で発見された。サメ（クレトキシリナやプチコダス）やカメ（プロトスファルギス）、アンモナイト、浮遊性有孔虫の発見により、後期白亜紀の外洋地域であったことが示されている。